# 古德菲爾德 (伊利諾伊州)
古德菲爾德（英語：Goodfield）是位於美國伊利諾伊州塔茲韋爾縣和伍德福德縣的一個村落。

## 地理
古德菲爾德的座標為40°37′38″N 89°16′21″W / 40.62722°N 89.27250°W，而該地最高點為海拔高度226米（即742英尺）。

## 人口
根據2010年美國人口普查的數據，古德菲爾德的面積為4.53平方千米，當中陸地面積為4.51平方千米，而水域面積為0.02平方千米。當地共有人口860人，而人口密度為每平方千米189人。